# Ираклеон (философ)
Ираклеон (Гераклеон; лат. Herakleon; II век) — гностик, друг и ученик Валентина.
От его сочинений сохранились только отрывки из толкований на Евангелия от Луки и Иоанна. Из них видно, что Ираклеон не относился враждебно к Ветхому Завету, а смотрел на него как на одну из ступеней в развитии откровения. Ираклеон положил начало особой гностической секте, носившей его имя — ираклеонитам.